# Anne Grospiron
Œuvres principales
Empyrée (1994)
Anne Grospiron, née le 2 mai 1969 à Saint-Claude dans le Jura, est une écrivaine française.

## Biographie
Anne Grospiron est originaire du Jura. Son premier roman L'Empyrée – qui traite de l'euthanasie – est bien accueilli par la critique,, et reçoit en 1994 le prix Fénéon, encourageant les jeunes talents, ainsi que le prix Goya du premier roman. Après l'écriture d'un second roman, Les Serpents de Laocoon en 2002, elle publie dès lors des guides éducatifs.

## Œuvre
Romans
- L'Empyrée, éditions Gallimard, 1994,  (ISBN 978-2070736553) – prix Fénéon et prix Goya du premier roman
- Les Serpents de Laocoon, éditions Le Manuscrit, 2002  (ISBN 978-2748120387)
- Tais-toi ! Mes enfants parlent !, éditions Aréopage, 2005  (ISBN 978-2908340358)

Guide
- Éduquez votre chien autrement, éditions Aréopage, 2005  (ISBN 978-2908340471)